# Калугер (планина)
Калугер или Локвата (на гръцки: Καλογκέριτ, на албански: Kalogerit) е планина в Долна Преспа, гранична между Албания и Гърция. Планината на практика е хребет на Сува гора.

## Описание
Планината е разположена в Преспа, между Голямото Преспанско езеро на север и Малкото Преспанско езеро на юг на 853 m. Гръцката част на планината е в Национален парк „Преспа“ и е включена в мрежата от защитени зони Натура 2000. По планината минава албано-гръцката граница - гранични пирамиди № 1 - 10. Най-високият връх е едноименният Калугер, 1480 m, който е на албанска територия. На юг проходът Урида го отделя от хребета Слива (гранична пирамида № 12).
Съставена е от варовикови скали.
| Име          | Име                               | Височина | Местоположение                            | Държава |
| ------------ | --------------------------------- | -------- | ----------------------------------------- | ------- |
| Калугер      | Kalugerit                         | 1480 m   | в западната част                          |         |
| Лофка        | Lofkë                             | 1408 m   | в западната част                          |         |
| Вицари нивие | Βιζαρονίβιε, Βιζαράνια, Βιζαρόνιο | 1214 m   | в централната част, гранична пирамида № 2 | ,       |
| Церо         |                                   | 1341 m   | в централната част, гранична пирамида № 3 | ,       |
| Коно         | Κώνος, Κόνο                       | 1427 m   | в източната част, гранична пирамида № 4   | ,       |
| Марица       | Μαρίτσα                           | 1334 m   | в източната част                          |         |
| Градо        | Γκράντο, Μέγα                     | 1312 m   | в източната част                          |         |